# فويسلاف ستويانوفيتش
فويسلاف ستويانوفيتش (بالصربية: Војислав Стојановић) مواليد 14 أبريل 1997 في بلغراد، صربيا والجبل الأسود، هو لاعب كرة سلة صربي. بدأ مسيرته الاحترافية في سنة 2014. يلعب مع أورلاندينا باسكيت في ليغا باسكيت الدرجة الأولى. يحمل الرقم 23. لعب مع نادي ريد ستار لكرة السلة في الدوري الأوروبي لكرة السلة.

## روابط خارجية
- فويسلاف ستويانوفيتش على موقع الاتحاد الدولي لكرة السلة (الإنجليزية)
- فويسلاف ستويانوفيتش على موقع الدوري الأوروبي لكرة السلة (الإنجليزية)
- فويسلاف ستويانوفيتش على موقع كرة السلة الأوروبية.كوم (الإنجليزية)
- فويسلاف ستويانوفيتش على موقع DraftExpress.com (الإنجليزية)
- فويسلاف ستويانوفيتش على موقع ريلجم (الإنجليزية)
- فويسلاف ستويانوفيتش على موقع بروبوليرز (الإنجليزية)
- فويسلاف ستويانوفيتش على موقع سبورتس رفرنس (الإنجليزية)